# Simulium edwardsi
Simulium edwardsi är en tvåvingeart som först beskrevs av Günther Enderlein 1934.  Simulium edwardsi ingår i släktet Simulium och familjen knott. Inga underarter finns listade i Catalogue of Life.